# Saint-Léger-en-Bray
Saint-Léger-en-Bray település Franciaországban, Oise megyében. Lakosainak száma 376 fő (2022. január 1.). Saint-Léger-en-Bray Rainvillers, Saint-Martin-le-Nœud, Aux Marais és Auneuil községekkel határos.

## Népesség
A település népessége az elmúlt években az alábbi módon változott:
| Lakosok száma | 388  | 356  | 360  | 349  | 348  | 356  | 365  | 372  | 376  |
|               | 2013 | 2015 | 2016 | 2017 | 2018 | 2019 | 2020 | 2021 | 2022 |